# Oxyjulis
 Oxyjulis és un gènere de peixos de la família dels làbrids i de l'ordre dels perciformes.

## Taxonomia
- Oxyjulis californica (Günther, 1861)[2][3][4]